# Austridotea benhami
Austridotea benhami là một loài chân đều trong họ Idoteidae. Loài này được Nicholls miêu tả khoa học năm 1937.